# Pseudapinops niger
Pseudapinops niger là một loài ruồi trong họ Tachinidae.